# 北上警察署
北上警察署（きたかみけいさつしょ）は、岩手県警察が管轄する16ある警察署の一つである。識別章所属表示はSF。

## 管轄区域
- 北上市
- 和賀郡西和賀町

## 組織
- 署長
- 副署長
- 警務課
  - 警務係
  - 警察安全相談係
  - 被害者支援係
  - 留置管理係
- 会計課
  - 会計係
- 生活安全課
  - 生活安全係
- 地域課
  - 地域企画指導係
  - 自動車警ら班
- 刑事課
  - 刑事第一係
  - 刑事第二係
  - 鑑識係
- 交通課
  - 交通企画係
  - 交通捜査係
- 警備課
  - 警備係

## 交番・駐在所
括弧内は読み方及び所在地を表す。

### 北上市
- 北上駅前（きたかみえきまえ）交番（北上市大通1-1-20）
- 常盤台（ときわだい）交番（北上市常盤台4-7-52）
- 飯豊（いいとよ）駐在所（北上市村崎野19地割64-1）
- 岩崎（いわさき）駐在所（北上市和賀町煤孫9地割62-6）
- 江釣子（えづりこ）駐在所（北上市上江釣子17地割119−3）
- 大堤（おおつつみ）駐在所（北上市大堤南1-4-22）
- 口内（くちない）駐在所（北上市口内町新町91）
- 立花（たちばな）駐在所（北上市立花10地割55）
- 藤根（ふじね）駐在所（北上市和賀町藤根17地割66-3）
- 二子（ふたご）駐在所（北上市二子町宿西64-1）
- 横川目（よこかわめ）駐在所（北上市和賀町横川目11地割253）

### 西和賀町
- 沢内（さわうち）駐在所（和賀郡西和賀町沢内字太田第10地割55-2）
- 湯田（ゆだ）駐在所（和賀郡西和賀町川尻40地割40-49）
- 湯本（ゆもと）駐在所（和賀郡西和賀町湯田20地割85-2）

## その他
岩手県内の交通信号機は狭隘交差点を除き横型を用いるのが基本だが、特別豪雪地帯である西和賀町はタテ型の信号機が用いられている。

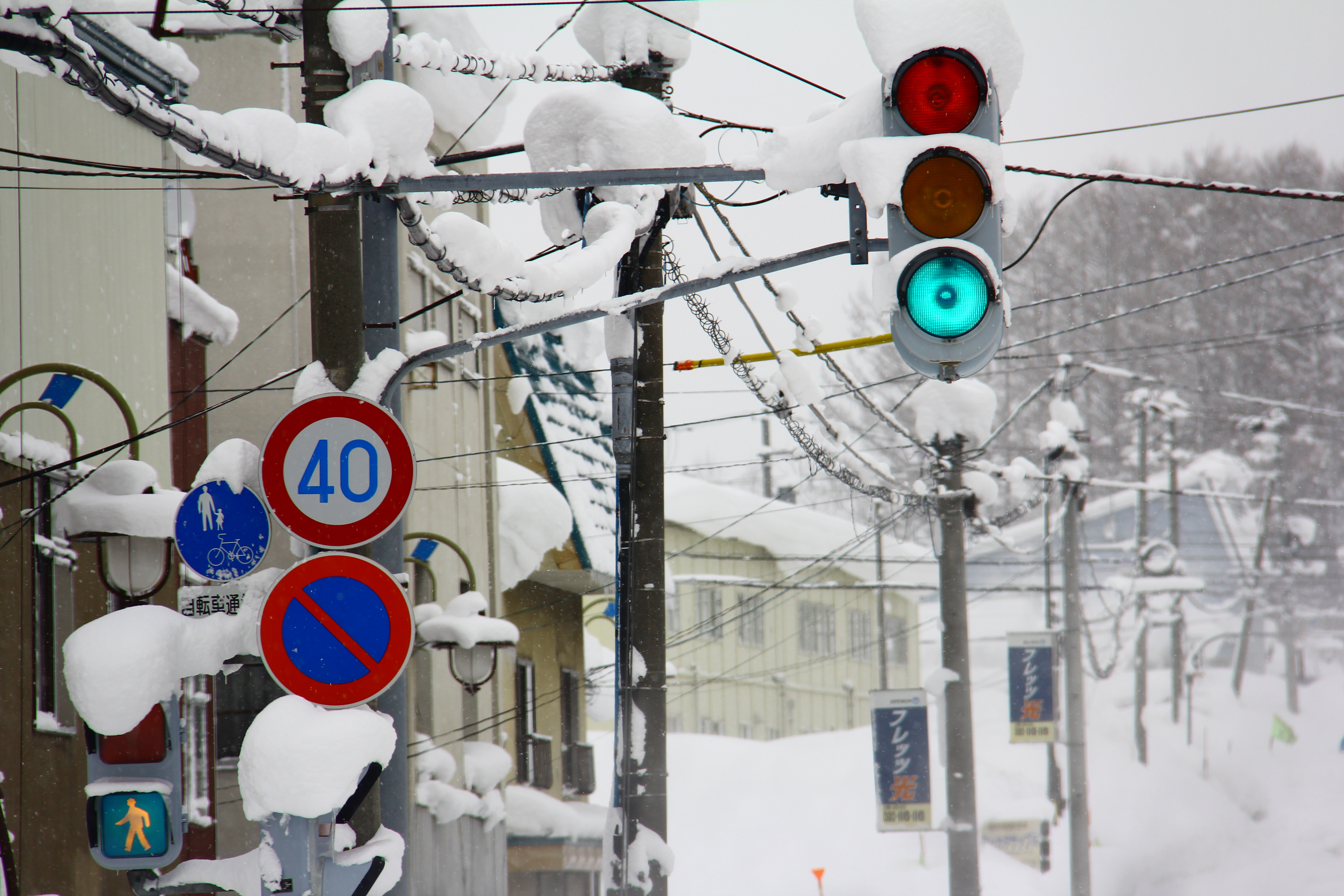
タテ型信号機の例（北海道・ニセコ）